# Wizball
 (janvier 2015).
Si vous disposez d'ouvrages ou d'articles de référence ou si vous connaissez des sites web de qualité traitant du thème abordé ici, merci de compléter l'article en donnant les références utiles à sa vérifiabilité et en les liant à la section « Notes et références ».
Wizball est un jeu vidéo écrit par Jon Hare et Chris Yates (qui formèrent tous les deux Sensible Software) et fut publié en 1987 sur Commodore 64, Thomson Gamme MOTO, ZX Spectrum et Amstrad CPC. Des versions pour Amiga, Atari ST et PC furent aussi publiées. La musique de la version pour Commodore 64 fut créée par Martin Galway.
Wizkid, la suite de Wizball fut éditée au début des années 1990 sur Amiga, Atari ST et PC.

## Système de jeu
Le thème de Wizball est unique. Il s’agit d’un jeu à défilement horizontal, qui implique de naviguer dans un décor en tirant sur des sprites. Le but du jeu est de collecter des gouttes de peinture pour colorer le niveau. Chaque niveau commence en monochrome, illustré en trois teintes de gris, et nécessite que trois couleurs (rouge, vert et bleu) soient collectées pour finir le niveau. Le joueur, un magicien qui a pris la forme d’une balle verte, peut accéder à trois niveaux en même temps, et peut naviguer entre ces niveaux à l’aide de portails. Chaque niveau contient des gouttes de différentes couleurs primaires qui peuvent être collectées. Finalement, chaque niveau nécessite une couleur différente, qui peut être composée en collectant les quantités suffisantes de couleurs primaires. Le magicien est aidé dans sa tâche par un chat (noir et blanc), lui aussi dans sa balle verte, qui récupère les gouttes et attaque les divers ennemis qui se déplacent dans les niveaux. Certaines gouttes sont d'une autre couleur que les trois de base et donnent un bonus ou un malus.